# 萨拉·蒂什科夫
萨拉·蒂什科夫（英語：Sarah Anne Tishkoff，1965年12月26日—）是一位美國遺傳學家，宾夕法尼亚大学教授，曾任美国人类遗传学学会（ASHG）主席。
2017年，當選美國國家科學院院士。